# Meister von Lourinhã

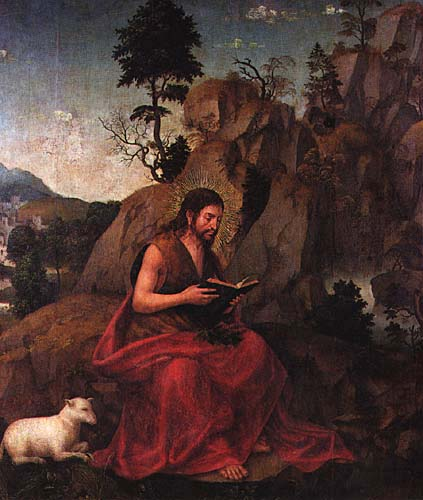
Meister von Lourinhã: Johannes der Täufer in der Einöde, Portugal um 1515, Museu da Santa Casa da Misericórdia, Lourinhã, Portugal

Als Meister von Lourinhã (port. Mestre da Lourinhã) wird ein namentlich nicht bekannter portugiesischer Maler am Anfang des 16. Jahrhunderts bezeichnet.

## Namensgebung
Der Meister von Lourinhã erhielt seinen Notnamen nach seinen Bildern, die heute in der Santa Casa da Misericórdia in Lourinhã in der Nähe von Lissabon zu finden sind.

## Stil und Bedeutung
Anfang des 16. Jahrhunderts erlebte Portugal unter König  Manuel I. eine wirtschaftliche und kulturelle Blüte, die manchmal als das goldene manuelinische Zeitalter bezeichnet wird. Die Gemälde des Meister von Lourinhã werden zu den besten Beispielen der Malerei dieser Zeit der Frührenaissance in Portugal gezählt. Sie sind ein bedeutendes Beispiel einer durch die flämische Malerei ihrer Zeit beeinflussten portugiesischen Malerei. 
Der Meister von Lourinhã gehört zur sogenannten luso-flämischen Malerschule. Unter dieser Gruppierung werden in der Kunstgeschichte in Portugal arbeitende flämische Maler des 15. und 16. Jahrhunderts zusammengefasst, zu der auch der in der Nähe von Lissabon bei Évora tätige Hieronymitenmönch Frei Carlos sowie weiter die durch die ästhetischen und technischen Neuerungen der flämischen Malerei ihrer Zeit inspirierten portugiesischen Maler wie Francisco Henriques und deren Nachfolger gezählt werden.

## Werke (Auswahl)
- Johannes der Täufer in der Einöde. Museu da Santa Casa da Misericórdia da Lourinhã
- Apostel Johannes auf der Insel Patmos. Museu da Santa Casa da Misericórdia da Lourinhã
- Aussendung der Apostel Johannes und Jakobus. Museu Nacional de Arte Antiga. Lissabon
- Jakobus und der Zauberer Hermogenes. Museu Nacional de Arte Antiga, Lissabon
- Der Heilige Jakobus mit einer Augustinischen Nonne. (Zuschreibung) Privatbesitz[1]

## Abbildungen

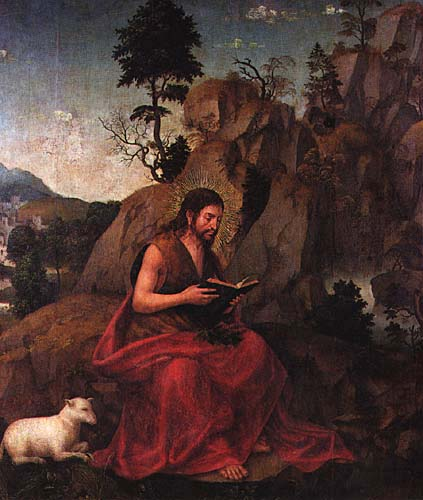
Meister von Lourinhã: Johannes der Täufer in der Einöde
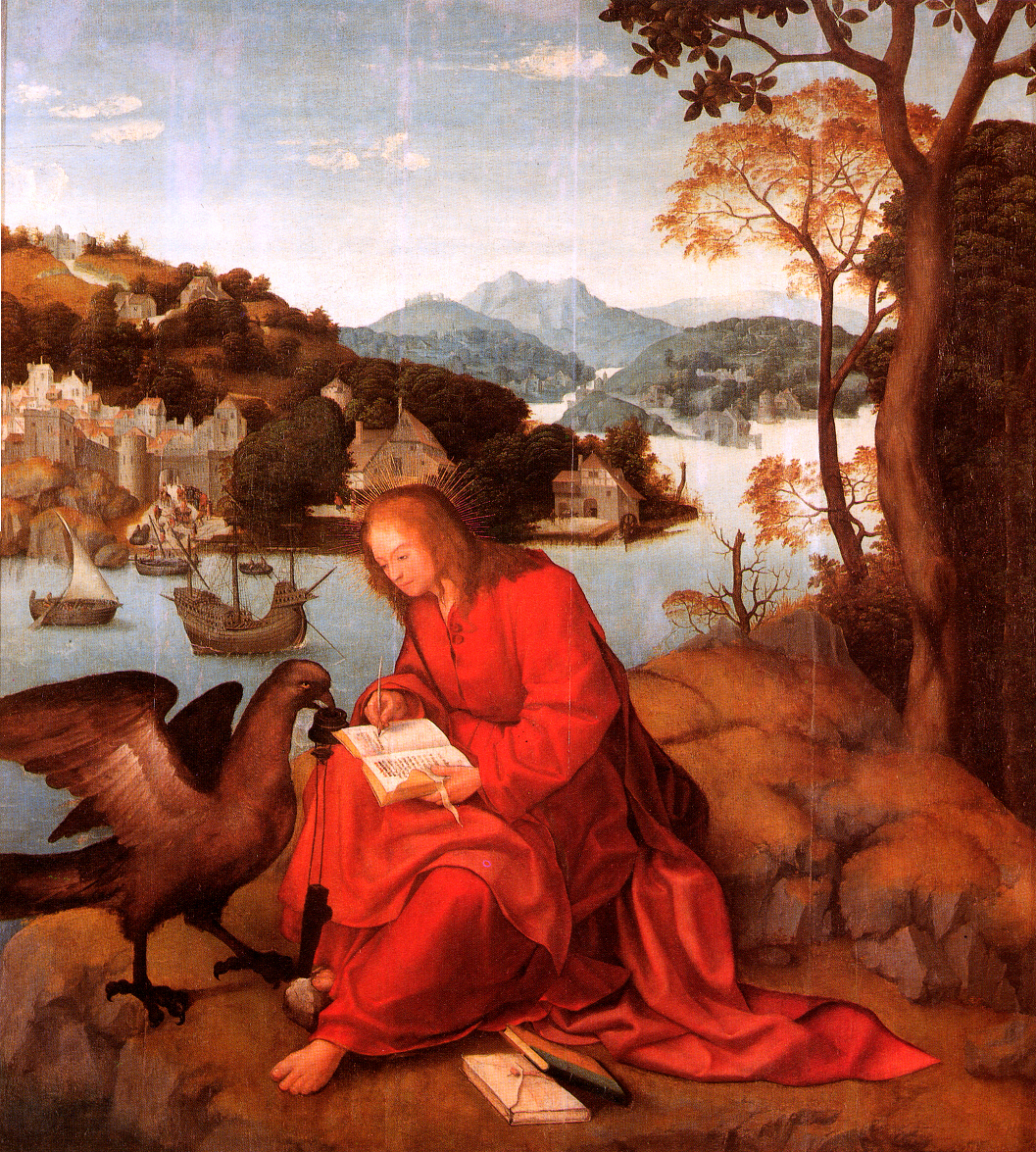
Meister von Lourinhã: Apostel Johannes auf der Insel Patmos
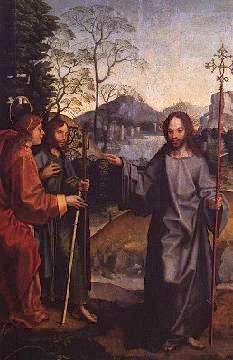
Meister von Lourinhã: Aussendung der Apostel Johannes und Jakobus.
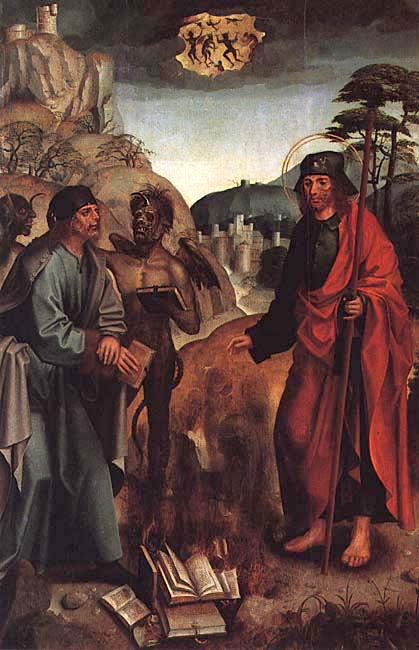
Meister von Lourinhã: Jakobus und der Zauberer Hermogenes
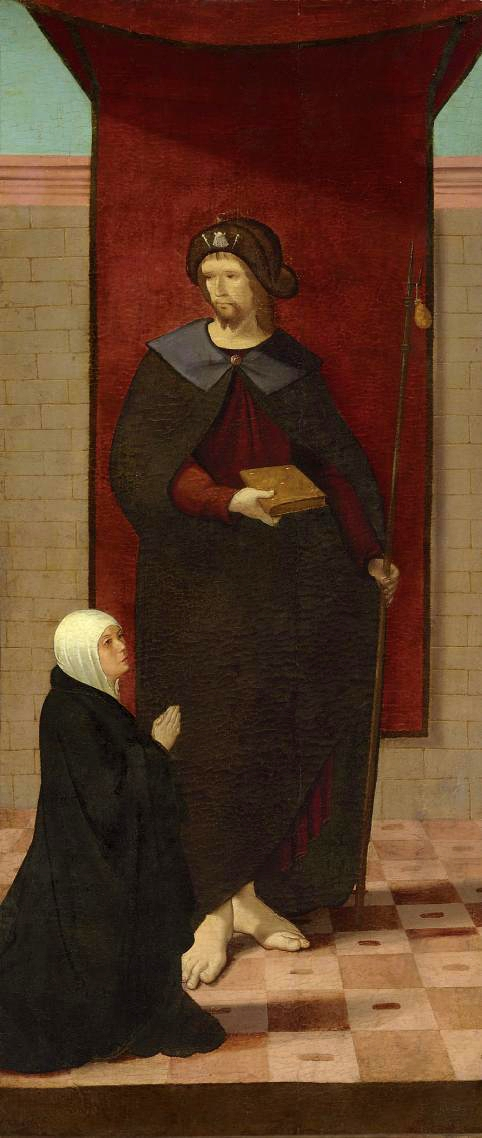
Meister von Lourinhã: Der Heilige Jacobus mit einer Augustinischen Nonne